# Nobiltà lituana
La nobiltà lituana (didikai in lituano) comprende tutti gli individui e le famiglie un tempo riconosciute dal Granducato di Lituania come membri della classe aristocratica, ovvero godenti di privilegi ereditari. La nobiltà fece risalire le sue origini tramite Polemonidi a Polemone II del Ponto.

## Storia

### La prima nobiltà lituana
Prima della creazione dello stato lituano da parte di Mindaugas, già esisteva una nobiltà locale i cui membri di rango inferiore erano chiamati bajorai (singolare - bajoras) e nobili di rango superiore, kunigai (singolare - kunigas), che avevano ricevuto i loro titoli dai vecchi kunig (re) o kunigaikštis, tradotti solitamente come duchi. Queste posizioni si evolvettero dai primi capi tribali che compivano razzie nella zona sino alla creazione di uno stato unitario che divenne gradualmente subordinato ai grandi duchi e poi ai re di Lituania. Dopo la morte di Mindaugas, tutti i governanti della Lituania portarono il titolo di Gran duca' (Didysis kunigaikštis), o re.
La nobiltà locale lituana differiva dalla popolazione comune dall'uso di nomi esclusivi: la grande nobiltà ad esempio usava i nomi derivati dalla tradizione pagana come proprio cognome come i Goštautai, Radvila, Astikai, Kęsgailos e altri. Queste famiglie avevano acquisito grandi ricchezze divenendo magnati come Jonas Goštautas, Radvila Astikas, Kristinas Astikas e Mykolas Kęsgaila. A queste famiglie venne inoltre garantito uno stemma anche nell'araldica polacca con l'Unione di Horodło nel 1413.
Mentre all'inizio tutta la nobiltà della Lituania era di estrazione locale, con l'espansione territoriale diverse famiglie ruteniane entrarono a far parte della nobiltà lituana. Al XVI secolo, molti ruteni iniziarono a definirsi gente Ruthenus, natione Lithuanus. Un esempio di ciò è rappresentato dalla famiglia Chodkiewicz, che rimandava i propri antenati alla casata dei Gediminas.
Secondo il Censimento militare del 1528, la Lituania poteva contare su 5730 cavalieri.

### L'evoluzione
Sul finire del XIV secolo i gran duchi Jogaila e Skirgaila iniziarono a costituire delle forze militari professionali. Al posto di richiamare gli uomini alla guerra come presso i tempi antichi, venne creata una classe di guerrieri professionisti – bajorai (futuri nobili). All'inizio del XV secolo, Vytautas il Grande riformò ulteriormente l'esercito del Granducato di Lituania: non essendoci abbastanza guerrieri, Vytautas esentòi volontari dalla tassazione e dal lavoro garantendogli lo status di veldamai, una classe di dipendenti dello stato. In un primo momento la terra venne garantita a vita (beneficio), ma tra il XIV ed il XV secolo gran parte di queste concessioni divennero patrimoniali e garantite per grazia del sovrano. Anche se ancora nel XIV il gran duca possedeva i ⅔ delle terre del Granducato, questo valore scese a ⅓ al 1569.
Nel XV secolo, la classe aristocratica era già a tutti gli effetti costituita in Lituania e chiunque poteva permettersi di essere nobilitato come ricompensa per il servizio prestato, lasciando sempre più potere nelle mani della grande nobiltà, in particolare durante l'interregno creatosi con le lotte intestine seguite alla morte di Vitoldo.
Le famiglie più ricche si distinguevano dalle altre per il possesso dei latifondi in diverse terre come Lituania, Rutenia e Polonia. Nel XV secolo, i più grandi proprietari terrieri iniziarono a divenire noti col nome di "signori" (ponai o didikai), e venne pertanto costituito il Consiglio dei Signori lituani per rappresentare i loro interessi presso la Corona. A quel tempo, gran parte di coloro che ricevevano dei titoli come duchi o conti, appartenevano al Sacro Romano Impero.
Durante il XVI secolo, la nobiltà lituana abbandonò il nome tradizionale di bajorai per adottare il termine polacco szlachta (in lituano: šlėkta). I proprietari terrieri iniziarono a chiamarsi ziemionys o ziemiane.

### I legami col Regno di Polonia

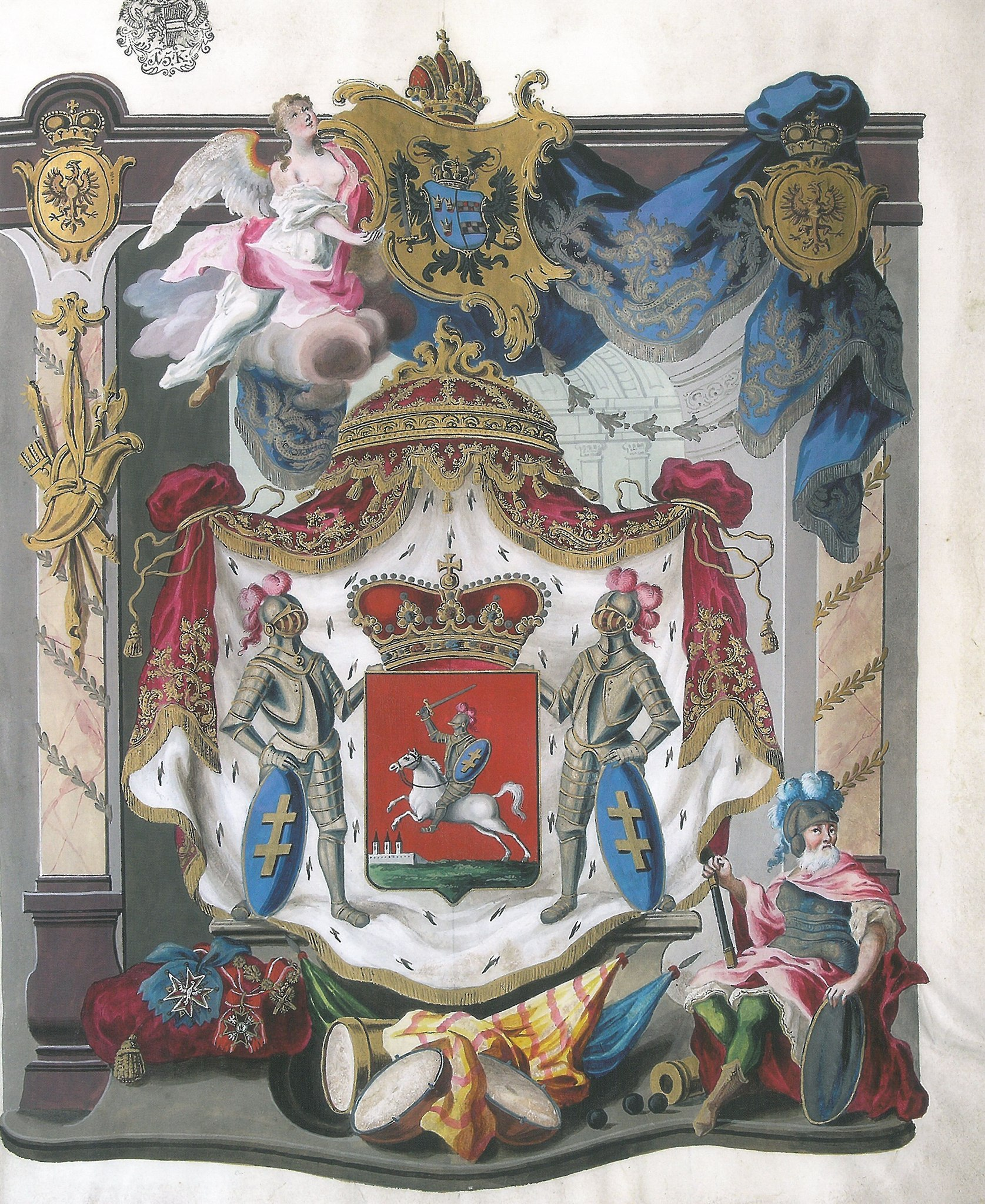
Stemma della famiglia Czartoryski in un'illustrazione del 1785: si trattò di una delle stirpi più influenti nella Confederazione polacco-lituana del XVIII secolo

Dopo l'Unione di Horodło (1413), la nobiltà lituana acquisì i medesimi diritti della classe aristocratica del Regno di Polonia (szlachta). Il processo di unione delle due classi venne accelerato dall'Unione di Lublino (1569) e dalla costituzione della Confederazione polacco-lituana.
La nobiltà lituana si polonizzò rapidamente, rimpiazzando l'uso della lingua lituana e rutena col polacco. Nel XVI secolo iniziò a circolare la teoria secondo la quale la nobiltà lituana era di estrazione romana per una certa somiglianza seppur distorta tra la lingua locale ed il latino. Nel 1595 Mikalojus Daukša chiese alla nobiltà lituana di recuperare la tradizione della lingua lituana e di ridarle il giusto peso nella vita dello stato. Ad ogni modo, l'uso del lituano decadde sempre più ed il polacco divenne la lingua ufficiale del Granducato di Lituania sul finire del XVII secolo.
In un primo momento solo le famiglie dei magnati lituani si dimostrarono favorevoli a questa polonizzazione, mentre molte altre famiglie come i Radziwiłł rimasero leali al Granducato di Lituania e salvaguardarono la loro sovranità vis-à-vis col regno di Polonia. Il potere di questo fenomeno ad ogni modo fu tale da coinvolgere ben presto l'intera popolazione ed i nobili lituani finirono per essere compresi nella szlachta polacca.
Malgrado questo, i nobili lituani continuarono a rappresentare gli interessi del Granducato di Lituania anche alla corte polacca.

### Dopo la spartizione della Confederazione Polacco-Lituana
La nobiltà lituana, che in parte come si è detto conservò l'uso della propria lingua natia dopo la spartizione della Confederazione lasciò gran parte del Granducato sotto il controllo dell'Impero russo. La situazione peggiorò durante il governo dello zar Nicola I di Russia. Dopo la Rivolta di novembre, gli ufficiali imperiali cercarono di minimizzare il potenziale della rivolta e per questo decisero di ridurre ulteriormente l'aristocrazia locale. Durante il periodo compreso tra il 1833 ed il 1860, 25.692 persone nel Governatorato di Vil'na e 17.032 nel Governatorato di Kovno persero per rappresaglia il loro status nobiliare. Essi, pur non perdendo la loro libertà personale, vennero bollati come semplici cittadini, subendo quindi un'umiliazione senza precedenti.
In vista della Rivolta di gennaio, gli ufficiali imperiali annunciarono che "lituani" altri non erano che "russi sedotti dai polacchi e dai cristiani" e pertanto venne bandita tutta la stampa in lingua lituana, dando inizio al programma di restaurazione della Russia delle origini.
Durante il XIX secolo tra l'aristocrazia lituana divenne comune la definizione gente Lithuanus, natione Polonus (Lituani per nascita, polacchi per nazionalità). Con lo sviluppo della cultura polacca nei centri di resistenza all'Impero russo, la polonizzazione in alcune regioni si rafforzò in risposta alla russificazione. Un censimento russo del 1897 mostrò come il 27.7% della nobiltà vivente entro i moderni confini della Lituania riconoscesse il lituano come propria lingua madre. Questi numeri erano addirittura ancora più alti nel Governatorato di Kovno dove il 36.6% della nobiltà riconosceva il lituano come propria lingua madre.
I processi di polonizzazione e russificazione vennero parzialmente accompagnati dal risveglio nazionale lituano, iniziato quasi contemporaneamente.
Durante gli anni tra le due guerre mondiali il governo lituano emise delle leggi che garantivano massimo 150 ettari ad ogni famiglia nobile, confiscando quindi le terre ai nobili che non avessero combattuto a fianco dei polacchi nella guerra polacco-lituana. Molti nobili lituani durante la seconda guerra mondiale emigrarono in Polonia dove vennero poi deportati in Siberia dai russi durante gli anni 1945–53 durante l'occupazione sovietica, con l'uccisione di molti di questi. Nel 1994 è stata fondata l'Associazione della Nobiltà Lituana.

## Famiglie influenti lituane

### Famiglie della Lituania
- Alelkaičiai (Alelkavičy, Olekowicze)
- Astikai (Ościkavičy, Ościkowicze)
- Borkowski (Barkoŭskija, Borkowscy, Borkowskiemu)
- Czartoryski (Čartaryskija, Čartoriskiai)
- Gediminidi (Gedyminavičy, Gediminaičiai)
- Gedgaudai (Gedgaŭdy)
- Giedraičiai (Giadrojcy, Giedroyć)
- Goštautai (Gaštoldy, Gasztołdowie)
- Kęsgailos
- Mangirdaičiai
- Mantautaičiai
- Olshanski (Alšanskija, Alšėniškiai[13][14])
- Pac (Pacas)
- Radziwiłł (Radvila)
- Sakowicz
- Sudimantaičiai
- Sviriškiai
- Valmantaičiai

### Famiglie della Rutenia
- Chodkiewicz (Chodkevičiai)
- Danielewicz
- Gulka
- Hlebowicz
- Ogiński (Oginskiai)
- Ostrogski (Ostrogiškiai)
- Sapieha (Sapiegos)
- Tyszkiewicz (Tiškevičiai)
- Wiśniowiecki (Višnioveckiai)
- Zasławski
- Krupski

### Famiglie della Livonia
- Plater (Pliateriai)
- Tyzenhaus (Tyzenhauzai)
- Römer